# Rifts
Rifts — альбом-сборник американского электронного музыканта Oneohtrix Point Never (Дэниел Лопатин), изданный 20 октября 2009 года. В альбоме собраны ранние синти-записи Лопатина под этим псевдонимом, начиная с 2003 года, включая три лимитированные виниловые пластинки (LP) Betrayed in the Octagon (2007), Zones Without People (2009) и Russian Mind (2009), а также несколько дополнительных кассетных и CD-R релизов. Первоначально альбом был выпущен на No Fun Productions в 2009 году в виде двухдискового набора.
Первый тираж Rifts был продан с большим успехом и принес Лопатину первые похвалы критиков; британский журнал The Wire назвал его альбомом № 2 2009 года. В 2012 году альбом был переиздан в виде расширенного набора из 3 дисков/5 LP, включающего ранее не издававшиеся треки, на собственном лейбле Лопатина Software.

## История
В сборнике Rifts собраны электронные записи Oneohtrix Point Never, начиная с 2003 года, в основном из трилогии лимитированных LP Лопатина: Betrayed in the Octagon (2007), Zones Without People (2009) и Russian Mind (2009). Он начал исследовать звуки, вдохновленные космической музыкой 70-х и нью-эйдж музыкой 80-х, во время участия в бруклинской сцене шумовой музыки в начале 2000-х. После записи Russian Mind в 2009 году он заметил «четкую дугу» между тремя своими студийными альбомами, что позволило предположить, что эти пластинки «по сути являются трилогией рассказов в стиле Станислава Лема о смутной метафизической фантастике».
Основным инструментом стал аналоговый синтезатор Roland Juno-60, который Лопатин унаследовал от отца. Он отметил, что «большая часть материала на Rifts — импровизация. За исключением секвенсорных вещей, я записываю прямые синти-джемы, а затем использую их в качестве исходного материала, который дорабатывается и собирается на компьютере». Компиляция демонстрирует своеобразный подход Лопатина к синтезаторам, используя «витиеватые электронные арпеджио, часто пропущенные через педали эха, которые закручиваются в бесконечность с захватывающим эффектом». В таких треках, как «Format & Journey North», используются сэмплы с YouTube.
Описывая музыкальный шаблон Rifts, в интернет-журнале Tiny Mix Tapes заявили, что «некоторые услышат музыку саундтреков 80-х, космическую атмосферу или минималистичное повторение, в то время как другие могут уловить мешанину из шума и пластика, мистическую музыку нью-эйдж». Критик Саймон Рейнольдс описал эти релизы как включающие «пульсирующие арпеджиации, сладкие мелодии, компенсируемые кислым диссонансом, решетчатые структуры, борющиеся с мутной аморфностью». AllMusic писал, что «названия многих песен здесь выглядят так, будто они могли бы быть названиями забытых классических научно-фантастических фильмов и литературы 70-х и 80-х годов». Трек «Emil Cioran» назван в честь румынского философа Эмиля Киорана, которого Лопатин называл «одним из моих главных героев».

## Отзывы
| Оценки критиков      | Оценки критиков                            |
| Источник             | Оценка                                     |
| -------------------- | ------------------------------------------ |
| AllMusic             | [ 10 ]                                     |
| The Line of Best Fit | 8/10                                       |
| Pitchfork Media      | 8.0/10 (original release) 8.7/10 (reissue) |
| PopMatters           | 9/10                                       |
| Prefix Mag           | 9/10                                       |
| The Quietus          | (Very favourable)                          |
| Rolling Stone        | [ 15 ]                                     |
| Sputnikmusic         | 4.7/5                                      |
| Tiny Mix Tapes       | [ 9 ]                                      |

Альбом получил положительные отзывы музыкальной критики и интернет-изданий.
Несмотря на андеграундный релиз, Rifts получил широкую критическую оценку от множества изданий. The Quietus отнес альбом к традиции «хромированного модерна и целлюлозного футуризма», уходящей корнями в культурную среду 1980-х, описав музыку как «действующую подобно треснувшему зеркалу, преломляющему звуки прошлого». The Line of Best Fit описал эстетику Лопатина как ретро-футуристическую. Tiny Mix Tapes заявили, что «звуки на Rifts обращаются к прошлым версиям нереализованного будущего за вдохновением», добавив, что «прослушивание пластинки за один присест — это как пребывание в двух временах и местах одновременно, как наблюдение за тем, как кто-то из другого десятилетия мечтает».
PopMatters обнаружил в музыке ощущение «дисхронии», отметив сходство с современной «гипнагогической» музыкальной сценой. Издание описало музыку как «странно знакомую и знакомо странную» и предположило, что «большая часть Rifts действительно ощущается как коммуникационные технологии, продолжающие существовать без влияния чего-либо, кроме самих себя и своей собственной механической истории, суррогатной от человеческого участия». Rifts занял второе место в ежегодном опросе критиков журнала The Wire среди записей года. После переиздания в 2012 году Pitchfork назвал альбом «важным ориентиром» и заявил, что «то, как Лопатин обнаружил свежие идеи внутри износившегося жанра, — вдохновляющая история для нынешней эпохи».

## Список композиций

### Издание 2009 года
Слова и музыка всех песен — Daniel Lopatin.
| №   | Название                      | Оригинальный альбом     | Длительность |
| --- | ----------------------------- | ----------------------- | ------------ |
| 1.  | «Behind the Bank»             | Betrayed in the Octagon | 2:22         |
| 2.  | «Eyeballs»                    | Betrayed in the Octagon | 3:00         |
| 3.  | «Betrayed in the Octagon»     | Betrayed in the Octagon | 3:33         |
| 4.  | «Woe Is the Transgression I»  | Betrayed in the Octagon | 8:45         |
| 5.  | «Parallel Minds»              | Betrayed in the Octagon | 3:22         |
| 6.  | «Laser to Laser»              | Betrayed in the Octagon | 3:20         |
| 7.  | «Woe Is the Transgression II» | Betrayed in the Octagon | 10:56        |
| 8.  | «Computer Vision»             | Zones Without People    | 2:24         |
| 9.  | «Format & Journey North»      | Zones Without People    | 9:46         |
| 10. | «Zones Without People»        | Zones Without People    | 4:02         |
| 11. | «Learning to Control Myself»  | Zones Without People    | 5:36         |
| 12. | «Disconnecting Entirely»      | Zones Without People    | 1:33         |
| 13. | «Emil Cioran»                 | Zones Without People    | 3:35         |
| 14. | «Hyperdawn»                   | Zones Without People    | 4:33         |

| №                   | Название                                                           | Оригинальный альбом             | Длительность |
| ------------------- | ------------------------------------------------------------------ | ------------------------------- | ------------ |
| 1.                  | «Months»                                                           | Russian Mind                    | 3:08         |
| 2.                  | «Physical Memory»                                                  | Russian Mind                    | 10:53        |
| 3.                  | «Grief and Repetition»                                             | Russian Mind                    | 2:40         |
| 4.                  | «Russian Mind»                                                     | Russian Mind                    | 5:03         |
| 5.                  | «Actual Air»                                                       | Ruined Lives EP                 | 3:11         |
| 6.                  | «Immanence»                                                        | Russian Mind                    | 7:18         |
| 7.                  | «Lovegirls Precinct»                                               | split cassette with Outer Space | 1:37         |
| 8.                  | «Ships Without Meaning»                                            | Ruined Lives EP                 | 9:39         |
| 9.                  | «Terminator Lake»                                                  | Transmat Memories EP            | 5:42         |
| 10.                 | «Transmat Memories»                                                | Transmat Memories EP            | 5:35         |
| 11.                 | «A Pact Between Strangers»                                         | A Pact Between Strangers        | 4:18         |
| 12.                 | «When I Get Back from New York»                                    | A Pact Between Strangers        | 16:47        |
| 13.                 | «I Know It's Taking Pictures from Another Plane (Inside Your Sun)» | Young Beidnahga                 | 2:30         |
| Общая длительность: | Общая длительность:                                                | Общая длительность:             | 2:25:08      |

### Издание 2012 года на компакт-диске (CD)
Слова и музыка всех песен — Daniel Lopatin.
| №   | Название                                      | Оригинальный альбом      | Длительность |
| --- | --------------------------------------------- | ------------------------ | ------------ |
| 1.  | «Woe Is the Transgression I»                  | Betrayed in the Octagon  | 8:45         |
| 2.  | «Behind the Bank»                             | Betrayed in the Octagon  | 2:22         |
| 3.  | «Eyeballs»                                    | Betrayed in the Octagon  | 2:59         |
| 4.  | «Betrayed in the Octagon»                     | Betrayed in the Octagon  | 3:32         |
| 5.  | «Woe Is the Transgression II»                 | Betrayed in the Octagon  | 10:54        |
| 6.  | «Parallel Minds»                              | Betrayed in the Octagon  | 3:21         |
| 7.  | «Laser to Laser»                              | Betrayed in the Octagon  | 3:20         |
| 8.  | «Ships Without Meaning»                       | Ruined Lives EP          | 9:37         |
| 9.  | «Terminator Lake»                             | Transmat Memories EP     | 5:41         |
| 10. | «Transmat Memories»                           | Transmat Memories EP     | 5:33         |
| 11. | «A Pact Between Strangers»                    | A Pact Between Strangers | 4:18         |
| 12. | «When I Get Back from New York (re-recorded)» | A Pact Between Strangers | 16:46        |

| №   | Название                                                           | Оригинальный альбом                    | Длительность |
| --- | ------------------------------------------------------------------ | -------------------------------------- | ------------ |
| 1.  | «Computer Vision»                                                  | Zones Without People                   | 2:23         |
| 2.  | «Format & Journey North»                                           | Zones Without People                   | 9:46         |
| 3.  | «Zones Without People»                                             | Zones Without People                   | 4:00         |
| 4.  | «Learning to Control Myself»                                       | Zones Without People                   | 5:36         |
| 5.  | «Disconnecting Entirely»                                           | Zones Without People                   | 1:33         |
| 6.  | «Emil Cioran»                                                      | Zones Without People                   | 3:34         |
| 7.  | «Hyperdawn»                                                        | Zones Without People                   | 4:33         |
| 8.  | «Lovergirls Precinct»                                              | split cassette with Outer Space        | 1:36         |
| 9.  | «I Know It's Taking Pictures from Another Plane (Inside Your Sun)» | Young Beidnahga                        | 2:31         |
| 10. | «Blue Drive (re-recorded)»                                         | KGB Nights / Blue Drive split cassette | 9:56         |
| 11. | «The Trouble with Being Born»                                      | Scenes with Curved Objects EP          | 4:31         |
| 12. | «Sand Partina»                                                     | split cassette with Caboladies         | 7:02         |

| №                   | Название                                                            | Оригинальный альбом                    | Длительность |
| ------------------- | ------------------------------------------------------------------- | -------------------------------------- | ------------ |
| 1.                  | «Months»                                                            | Russian Mind                           | 3:05         |
| 2.                  | «Physical Memory»                                                   | Russian Mind                           | 10:53        |
| 3.                  | «Grief and Repetition»                                              | Russian Mind                           | 2:39         |
| 4.                  | «Russian Mind»                                                      | Russian Mind                           | 5:03         |
| 5.                  | «Time Decanted»                                                     | Russian Mind                           | 3:10         |
| 6.                  | «Immanence»                                                         | Russian Mind                           | 7:18         |
| 7.                  | «Melancholy Descriptions of Simple 3D Environments (re-recorded)»   | Scenes with Curved Objects EP          | 10:53        |
| 8.                  | «Memory Vague»                                                      | split cassette with Caboladies         | 4:47         |
| 9.                  | «KGB Nights» (originally released under the artist name of KGB MAN) | KGB Nights / Blue Drive split cassette | 6:08         |
| Общая длительность: | Общая длительность:                                                 | Общая длительность:                    | 3:08:05      |

### Виниловое переиздание 2012 года
Слова и музыка всех песен — Daniel Lopatin.
| №  | Название                     | Длительность |
| -- | ---------------------------- | ------------ |
| 1. | «Woe Is the Transgression I» | 8:45         |
| 2. | «Behind The Bank»            | 2:22         |
| 3. | «Eyeballs»                   | 2:59         |
| 4. | «Betrayed in the Octagon»    | 3:32         |

| №  | Название                      | Длительность |
| -- | ----------------------------- | ------------ |
| 1. | «Woe Is the Transgression II» | 10:54        |
| 2. | «Parallel Minds»              | 3:21         |
| 3. | «Laser to Laser»              | 3:20         |

| №  | Название                 | Длительность |
| -- | ------------------------ | ------------ |
| 1. | «Computer Vision»        | 2:23         |
| 2. | «Format & Journey North» | 9:46         |
| 3. | «Zones Without People»   | 4:00         |

| №  | Название                     | Длительность |
| -- | ---------------------------- | ------------ |
| 1. | «Learning to Control Myself» | 5:36         |
| 2. | «Disconnecting Entirely»     | 1:33         |
| 3. | «Emil Cioran»                | 3:34         |
| 4. | «Hyperdawn»                  | 4:33         |

| №  | Название               | Длительность |
| -- | ---------------------- | ------------ |
| 1. | «Months»               | 3:05         |
| 2. | «Physical Memory»      | 10:53        |
| 3. | «Grief and Repetition» | 2:39         |

| №  | Название        | Длительность |
| -- | --------------- | ------------ |
| 1. | «Russian Mind»  | 5:03         |
| 2. | «Time Decanted» | 3:10         |
| 3. | «Immanence»     | 7:18         |

| №  | Название                | Оригинальный альбом             | Длительность |
| -- | ----------------------- | ------------------------------- | ------------ |
| 1. | «Lovergirls Precinct»   | split cassette with Outer Space | 1:36         |
| 2. | «Ships Without Meaning» | Ruined Lives EP                 | 9:37         |
| 3. | «Terminator Lake»       | Transmat Memories EP            | 5:41         |
| 4. | «Transmat Memories»     | Transmat Memories EP            | 5:33         |

| №  | Название                                                           | Оригинальный альбом      | Длительность |
| -- | ------------------------------------------------------------------ | ------------------------ | ------------ |
| 1. | «A Pact Between Strangers»                                         | A Pact Between Strangers | 4:18         |
| 2. | «When I Get Back From New York»                                    | A Pact Between Strangers | 16:46        |
| 3. | «I Know It's Taking Pictures From Another Plane (Inside Your Sun)» | Young Beidnahga          | 2:31         |

| №  | Название                      | Оригинальный альбом                    | Длительность |
| -- | ----------------------------- | -------------------------------------- | ------------ |
| 1. | «Blue Drive»                  | KGB Nights / Blue Drive split cassette | 9:56         |
| 2. | «The Trouble With Being Born» | Scenes with Curved Objects EP          | 4:31         |
| 3. | «Sand Partina»                | split cassette with Caboladies         | 7:02         |

| №  | Название                                                            | Оригинальный альбом                    | Длительность |
| -- | ------------------------------------------------------------------- | -------------------------------------- | ------------ |
| 1. | «Melancholy Descriptions Of Simple 3D Environments»                 | Scenes with Curved Objects EP          | 10:53        |
| 2. | «Memory Vague»                                                      | split cassette with Caboladies         | 4:47         |
| 3. | «KGB Nights» (originally released under the artist name of KGB MAN) | KGB Nights / Blue Drive split cassette | 6:08         |